# Église Saint-Christophe de Villexavier
L'église Saint-Christophe est une église située à Villexavier, dans le département français de la Charente-Maritime en région Nouvelle-Aquitaine.

## Historique
L'église est inscrite au titre des monuments historiques par arrêté du 23 juillet 2003.

## Galerie

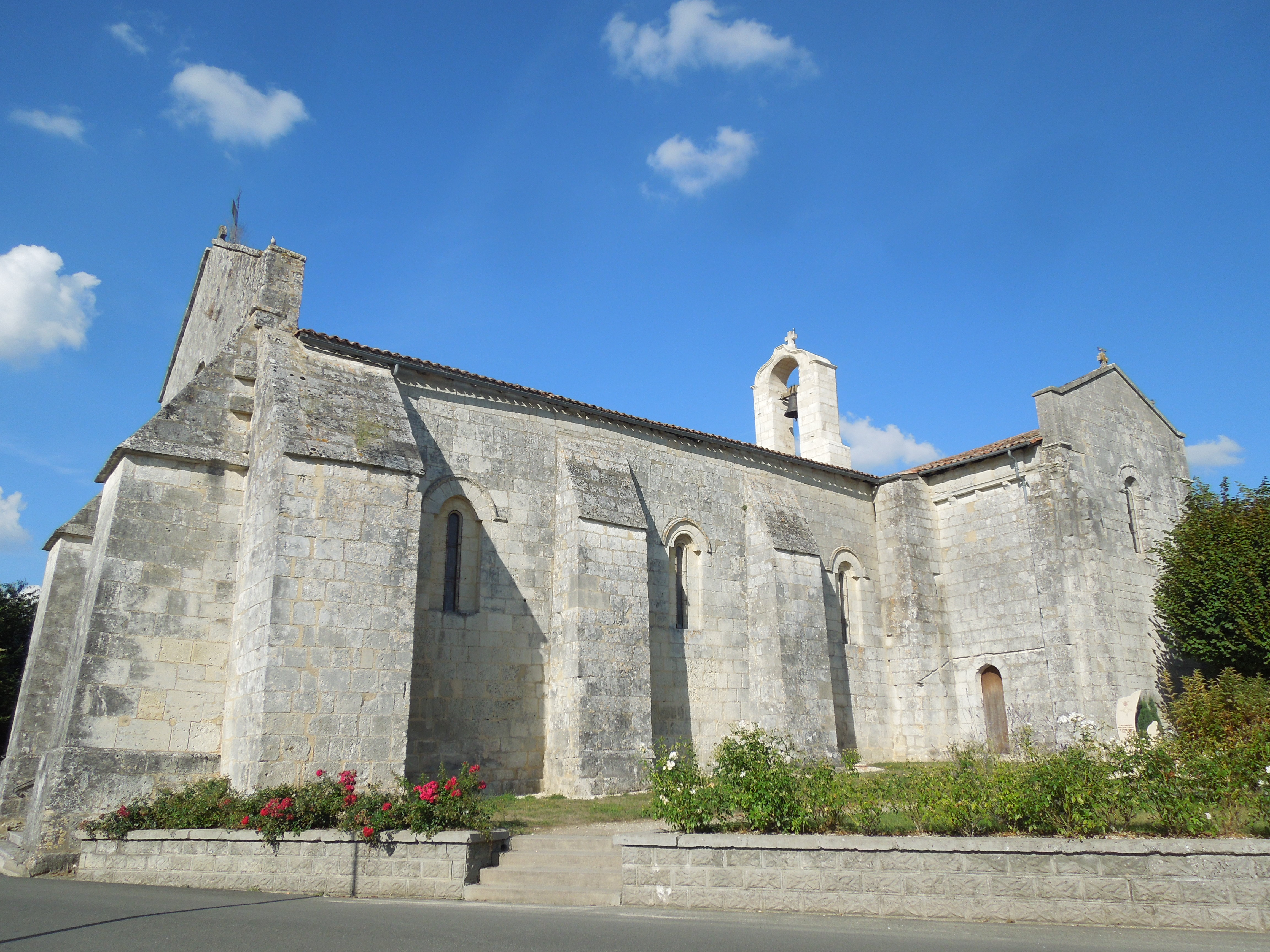
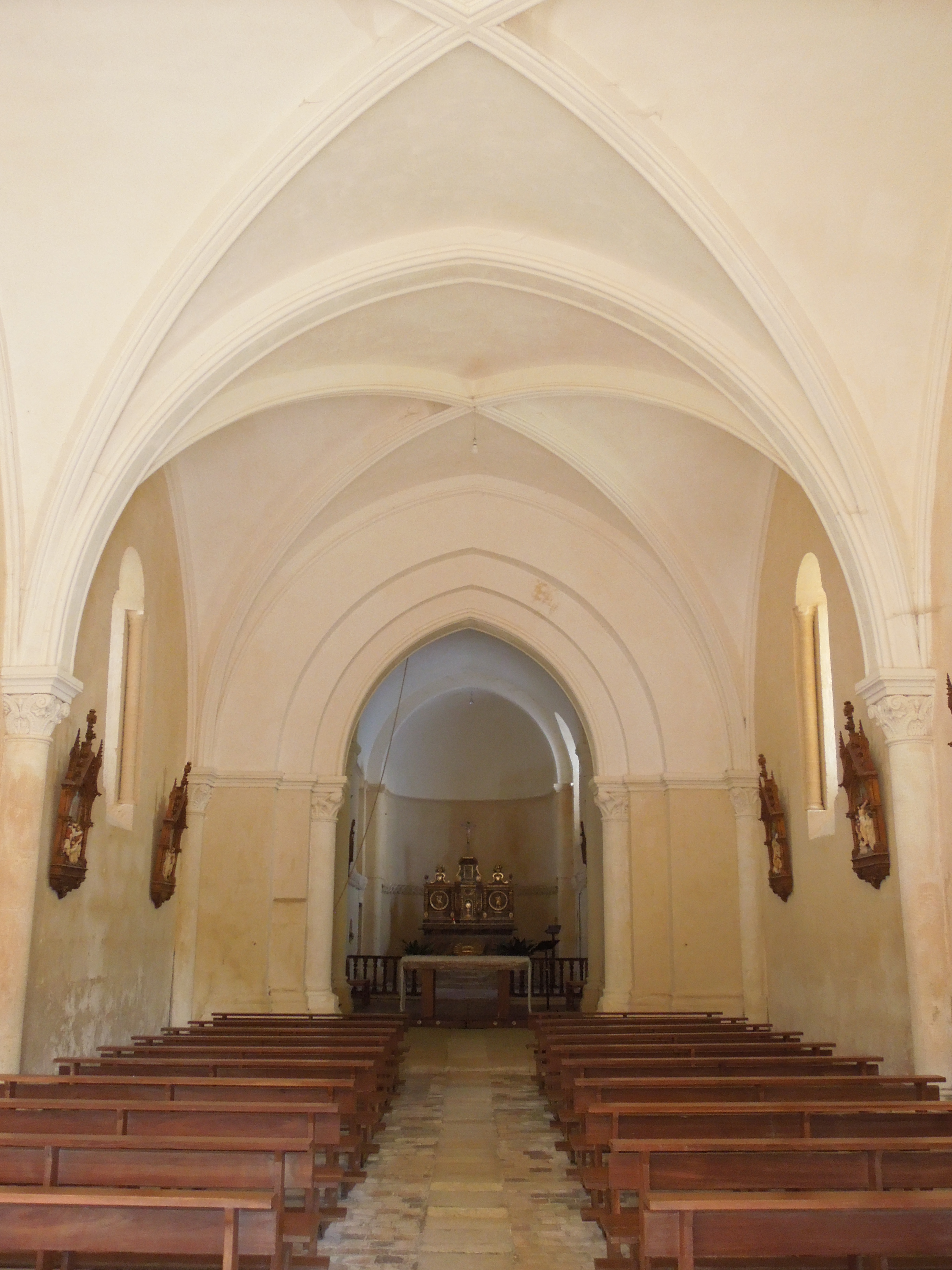
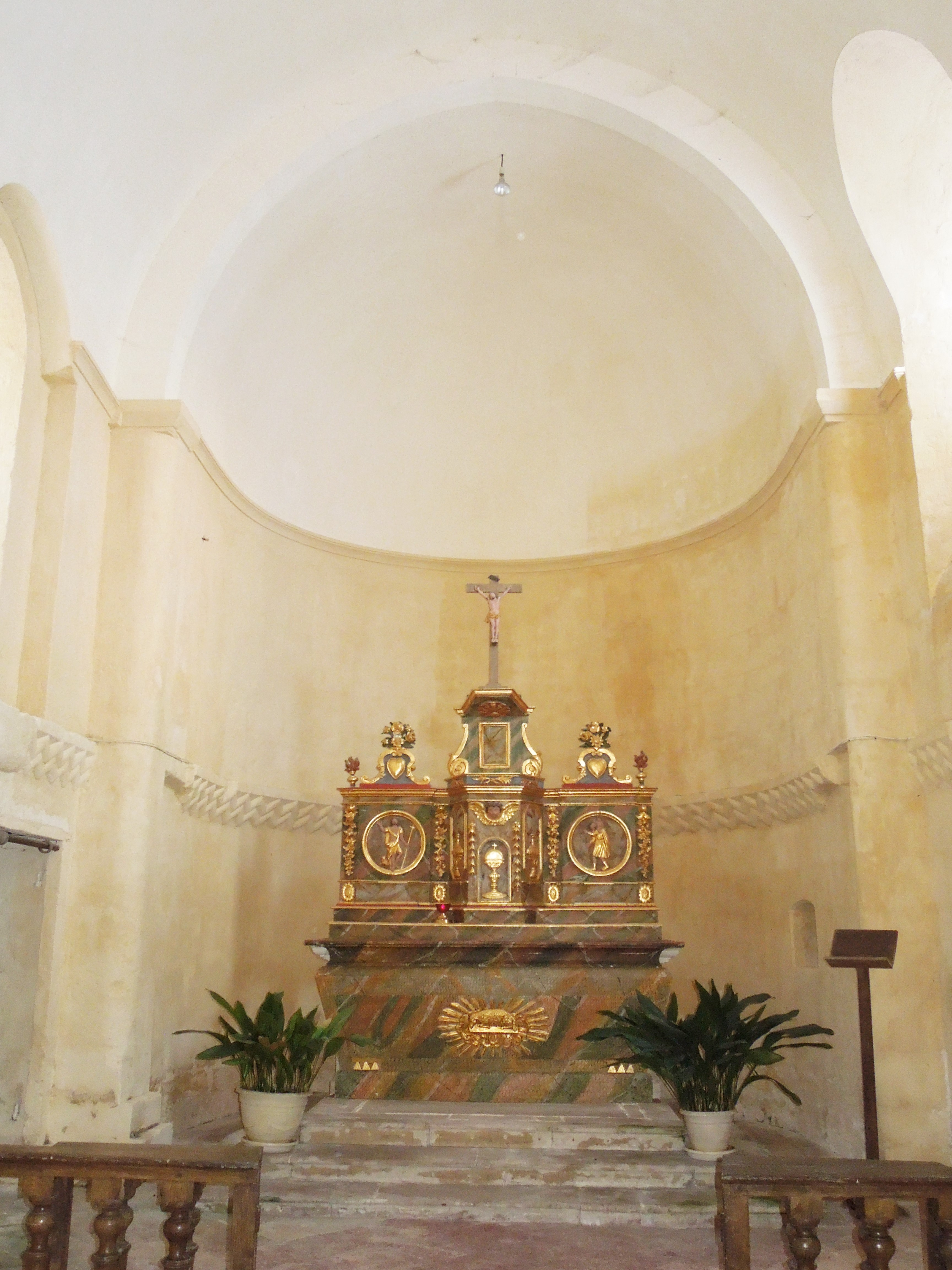
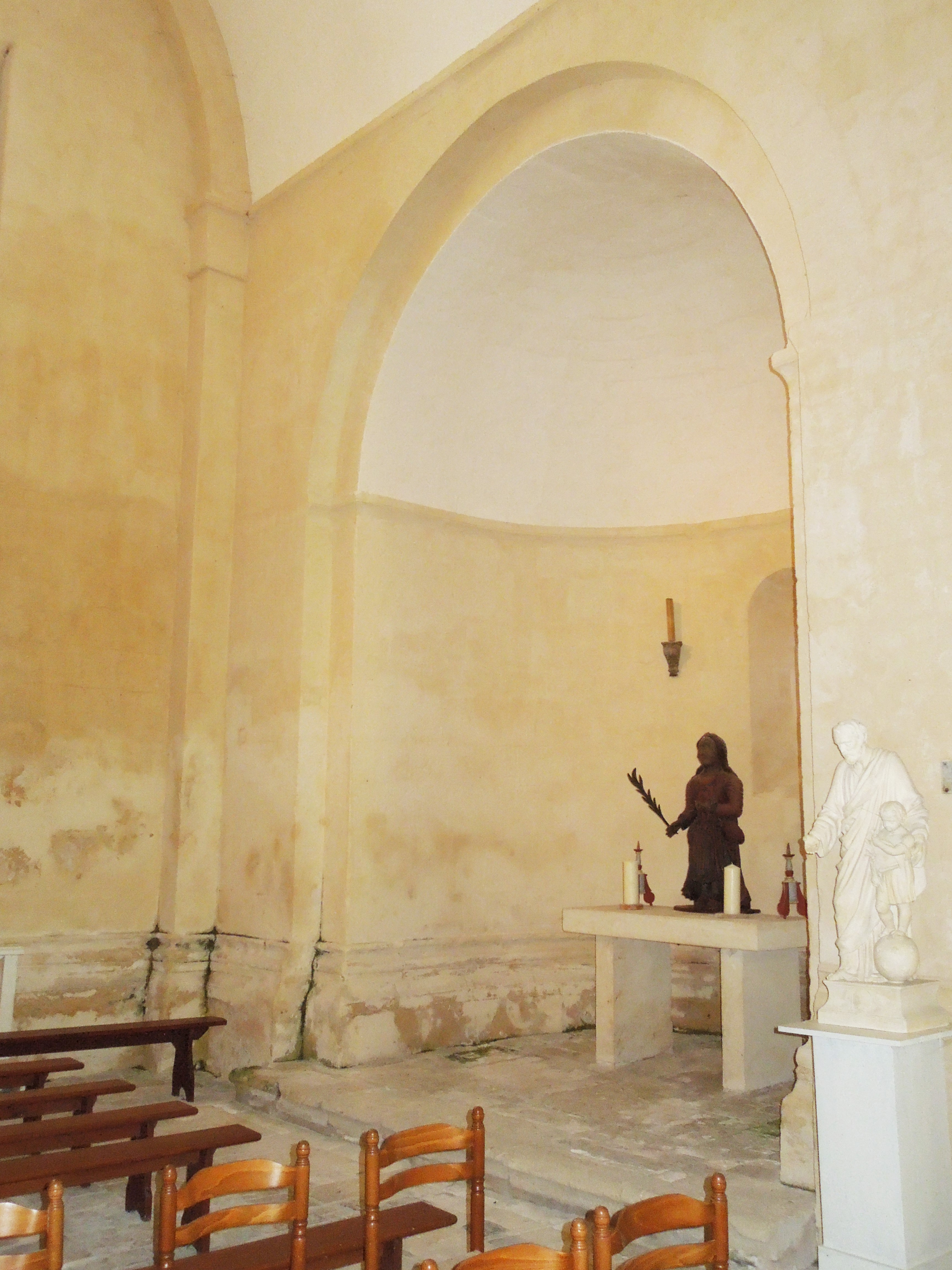
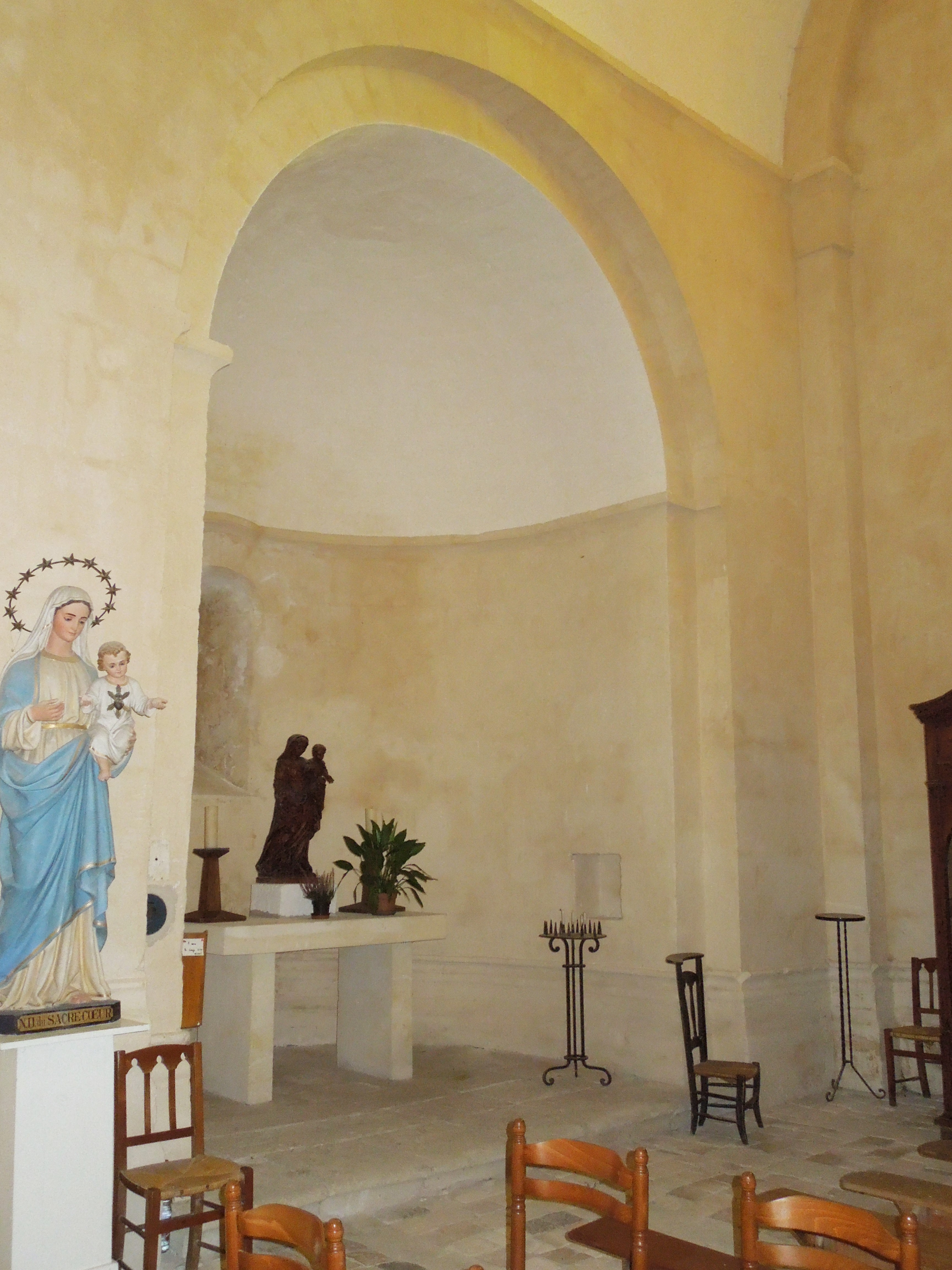
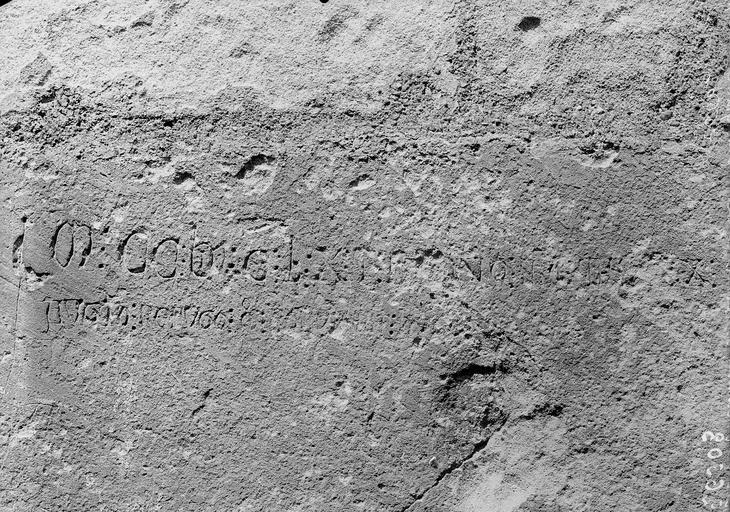
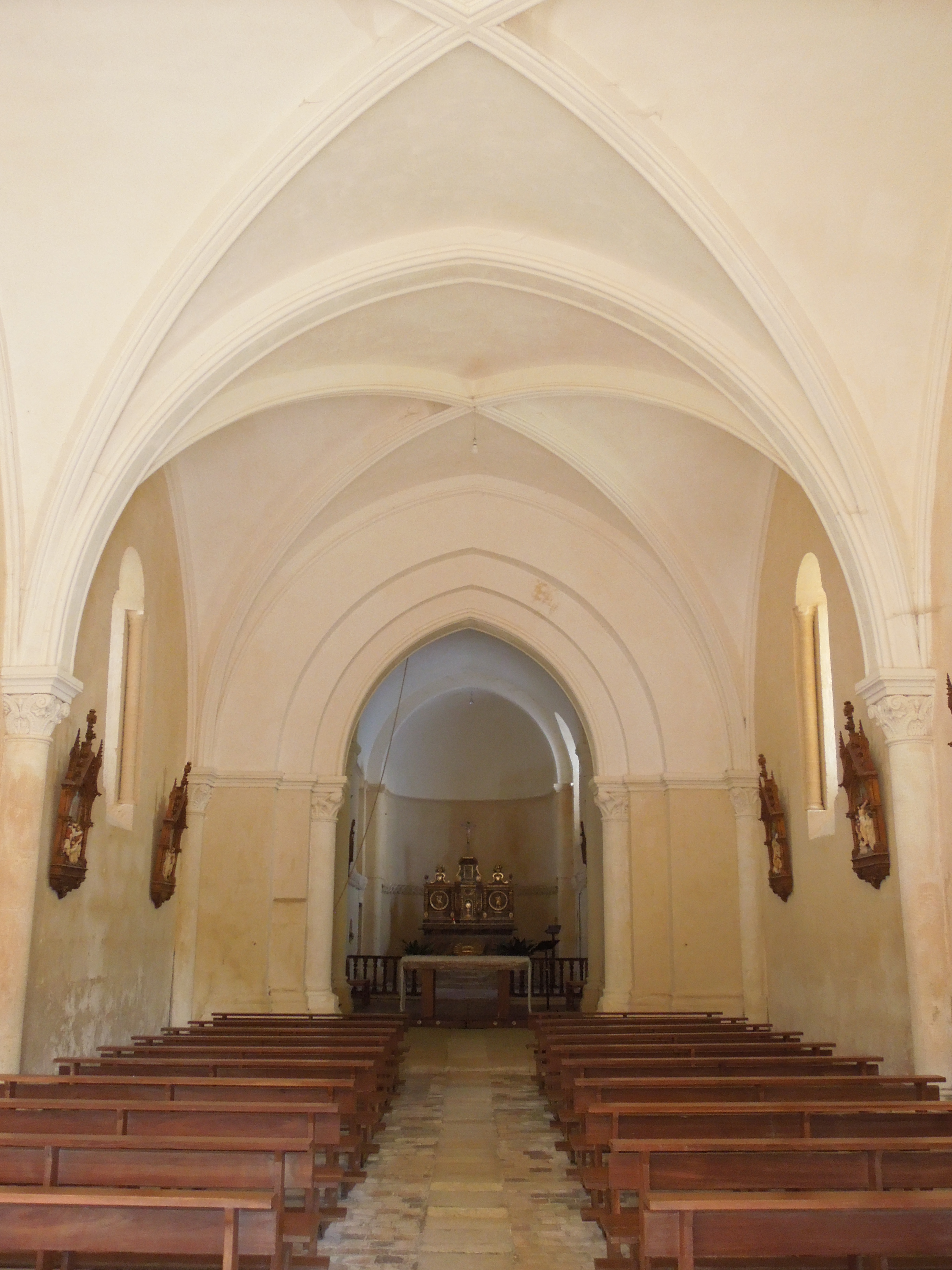